# IG Farben
IG Farben, «І. Ґ. Фарбен», також I. G. Farbenindustrie (нім. Interessen-Gemeinschaft Farbenindustrie AG — синдикат корпорацій-виробників фарбувальних матеріалів) — конгломерат німецьких концернів, створених 1925 року та раніше, в часи Першої світової війни.
У часи свого розквіту IG Farben був найбільшою хімічною компанією в світі і 4-м за величиною загального виробництва концерном, після General Motors, US Steel і Standard Oil (Нью-Джерсі).
I.G. Farben брав участь у військових злочинах під час Другої світової війни.[джерело?] Взятий під контроль учасниками Антигітлерівської коаліції в 1945 і ліквідований 1952 року. Номінально продовжує існування з заявленою метою оплати реституції жертвам його злочинів у вигляді компенсацій і репарацій.

## Засновники
IG Farben був заснований 25 грудня 1925 року в результаті злиття 6 компаній: 
- BASF
- Bayer
- Hoechst AG (у тому числі Cassella і Chemische Fabrik Калле)
- Agfa
- Chemische Fabrik Griesheim-Elektron
- Chemische Fabrik vorm. Weiler Ter Meer